# Першата (Свердловская область)
Першата — деревня в Камышловском районе Свердловской области России, входит в состав Галкинского сельского поселения.

## Географическое положение
Деревня Першата расположена в 28 километрах (по дорогам в 36 километрах) к северу-северо-востоку от города Камышлова, на левом берегу реки Юрмач — левого притока Пышмы, в междуречье Овинной и Коровы, которые впадают в Юрмач в западной и восточной частях деревни соответственно.

## Население
| 2002 | 2010 | 2021 |
| ---- | ---- | ---- |
| 137  | ↘98  | ↘77  |